# Eumerus nicobarensis
Eumerus nicobarensis är en tvåvingeart som beskrevs av Ignaz Rudolph Schiner 1868. Eumerus nicobarensis ingår i släktet månblomflugor, och familjen blomflugor. Inga underarter finns listade i Catalogue of Life.